# Malalhue
Malalhue es un pueblo perteneciente a la comuna de Lanco, ubicada a 26 kilómetros al sureste de la capital comunal, al norte del río Leufucade. Tiene una población de 3.061 habitantes.

## Toponimia
Malalhue significa “lugar de corrales” en mapudungún, debido a que el valle donde se localiza albergaba rebaños de ovejas y caballos.

## Historia
Se le reconoce como fecha oficial de su fundación el 26 de noviembre de 1943. El poblado surge producto de su localización estratégica como punto medio en el recorrido de antiguos sistemas de transporte. La consolidación como área poblada se da fundamentalmente por estar en la ruta que conecta las ciudades de Lanco y Panguipulli, que actualmente corresponde al camino internacional 203-CH, que finaliza en la frontera con Argentina en el Paso Hua Hum.
A partir de 2019 la localidad busca convertirse en comuna, separándose administrativamente de la comuna de Lanco. Esta solicitud será revisada por la Subsecretaría de Desarrollo Regional y Administrativo, organismo gubernamental encargado de aprobar las designaciones.

## Demografía
La ciudad, según el censo de 2017, posee una población de 3.061 habitantes, de los cuales 1.463 son hombres y 1.598 son mujeres. Para 2005 la población total era de 2.566 habitantes.

## Economía
La economía de los habitantes se basa en los sectores primarios y terciarios, empleándose principalmente en rubros como la construcción, agricultura, comercio minorista y la industria maderera. Además es importante la actividad turística por su localización.